# أتينيي (الأردين)
أتينيي هي بلدية فرنسية تقع في إقليم الأردين في منطقة غراند إيست. كانت لهذه المدينة أهمية معينة في العصور الوسطى العليا ، كمكان للمجالس وإقامة الملوك الكارولينجيين (أو الأباطرة).   

## التاريخ

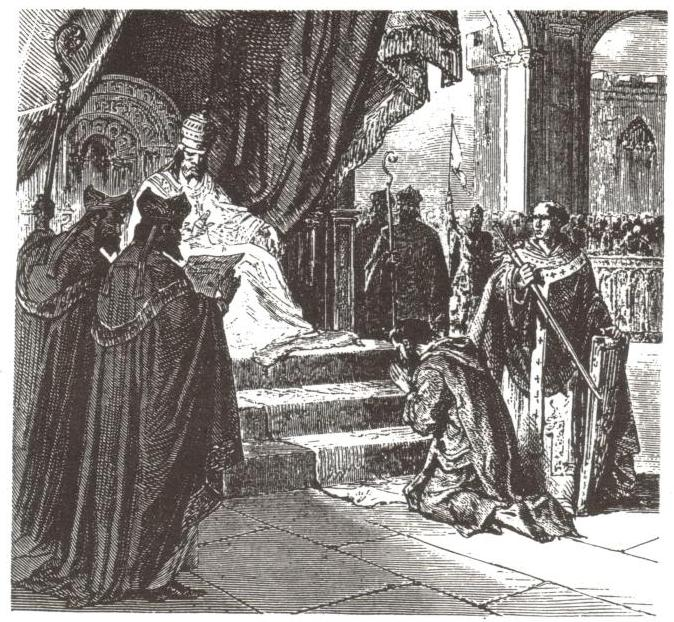
Louis le Débonnaire et la penance d'Attigny ، رسم توضيحي من عمل هنري مارتن ، L'Histoire de France Populaire ، نُشر عام 1875

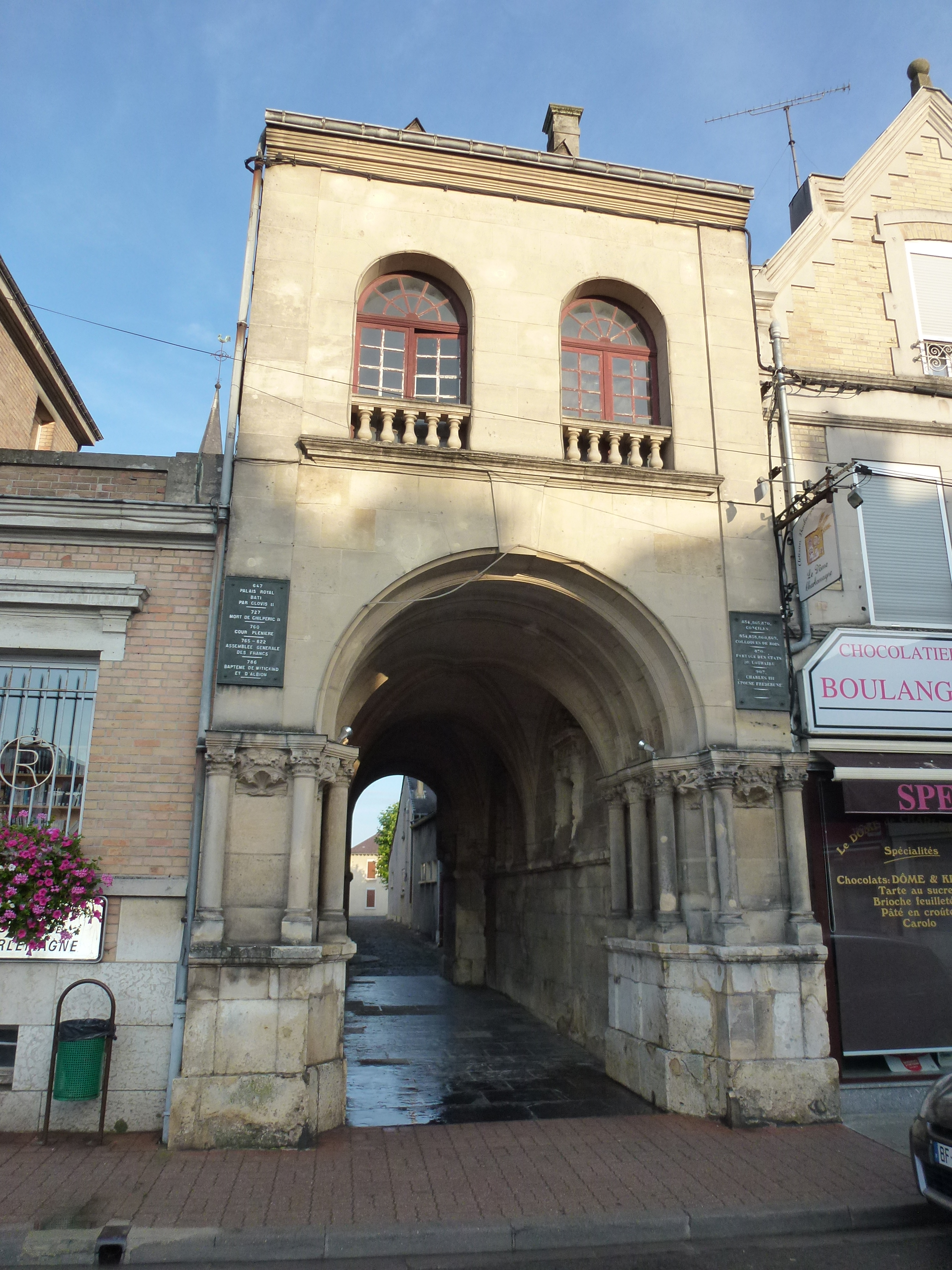
قصر شارلمان.
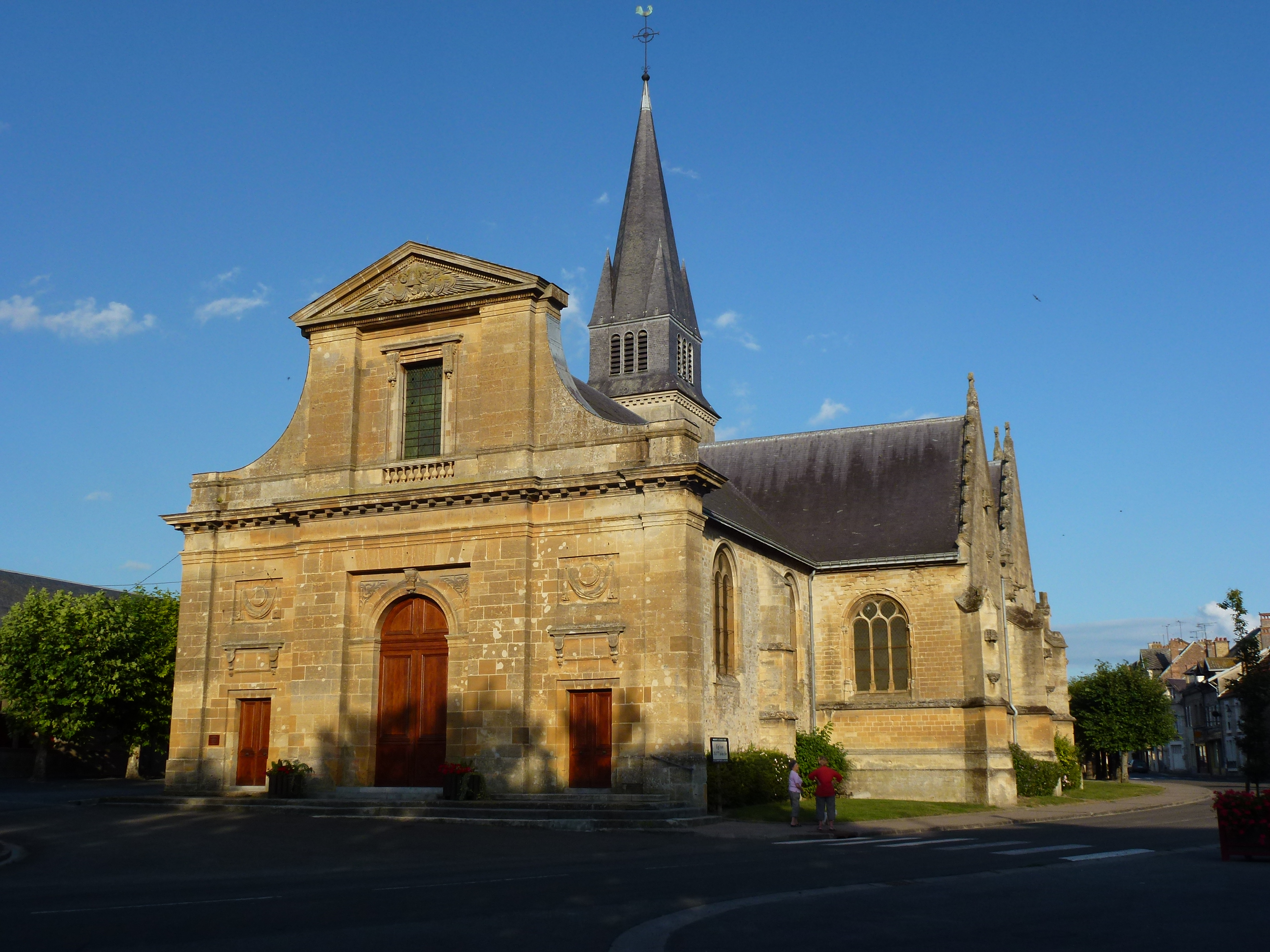
كنيسة نوتردام.
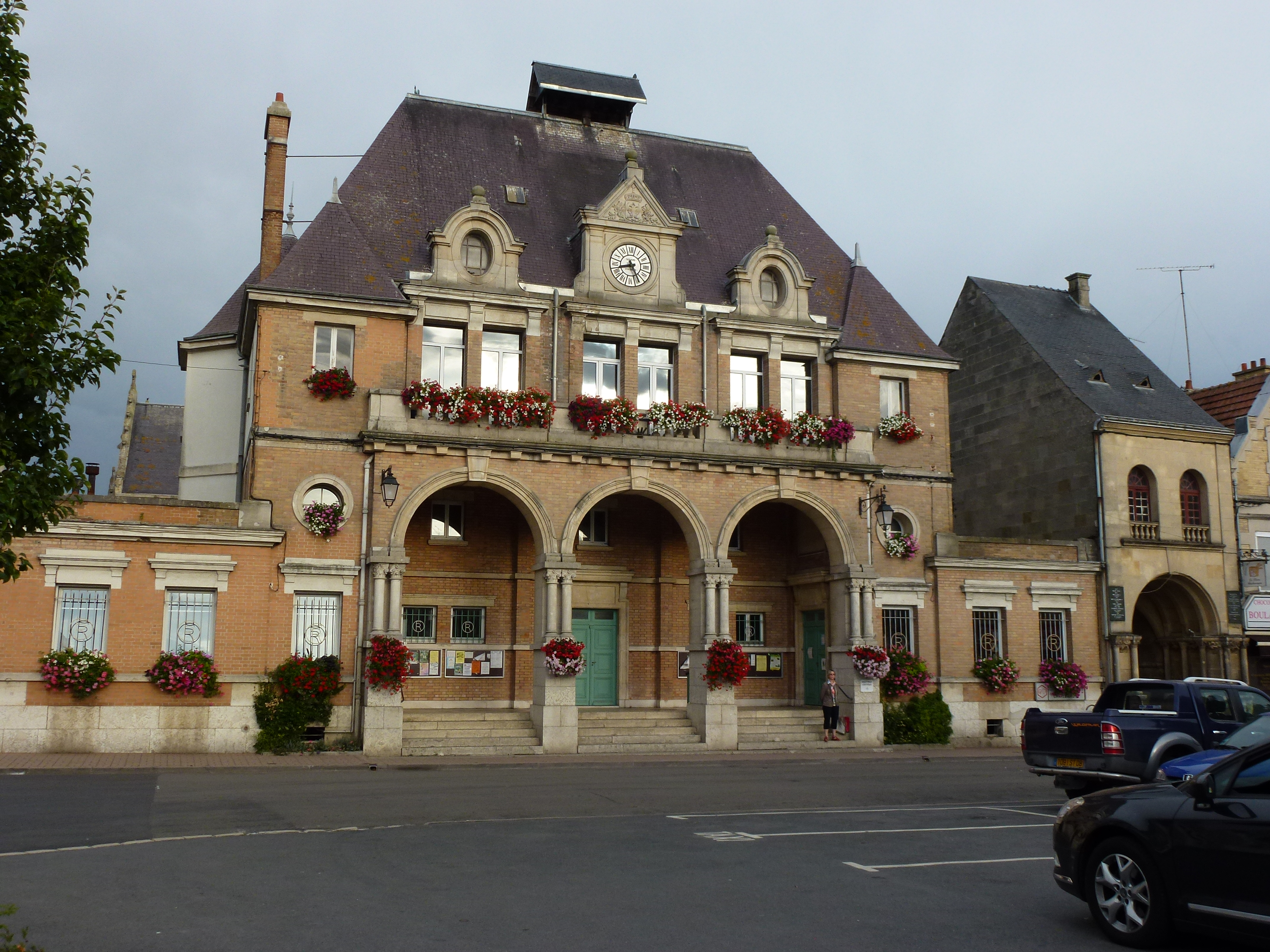
دار البلدية وقصر شارلمان.
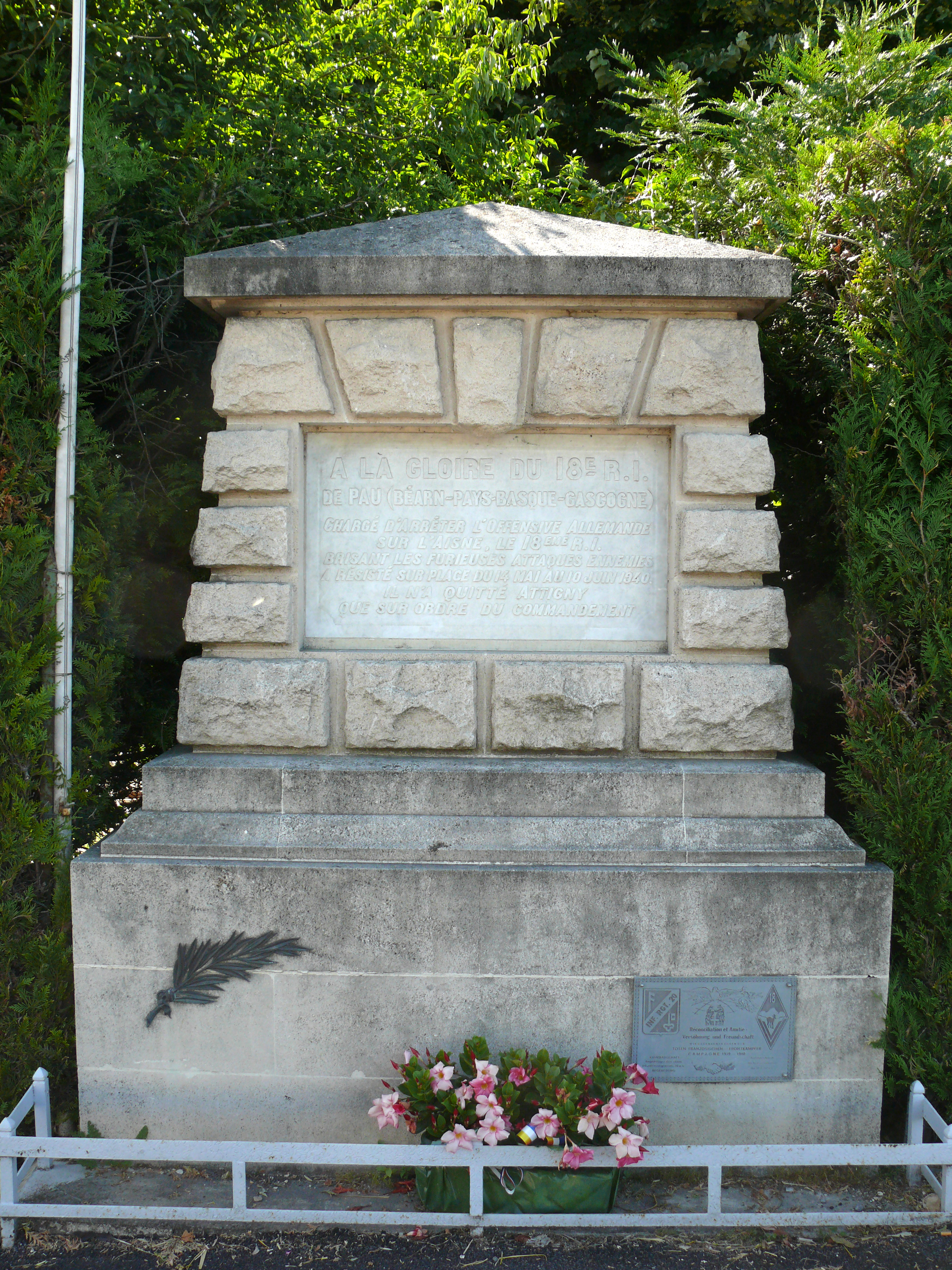
نصب تذكاري